# Serra de São Bento
Serra de São Bento là một đô thị thuộc bang Rio Grande do Norte, Brasil. Đô thị này có diện tích 96,635 km², dân số năm 2007 là 5557 người, mật độ 57,5 người/km².